# 交通亭

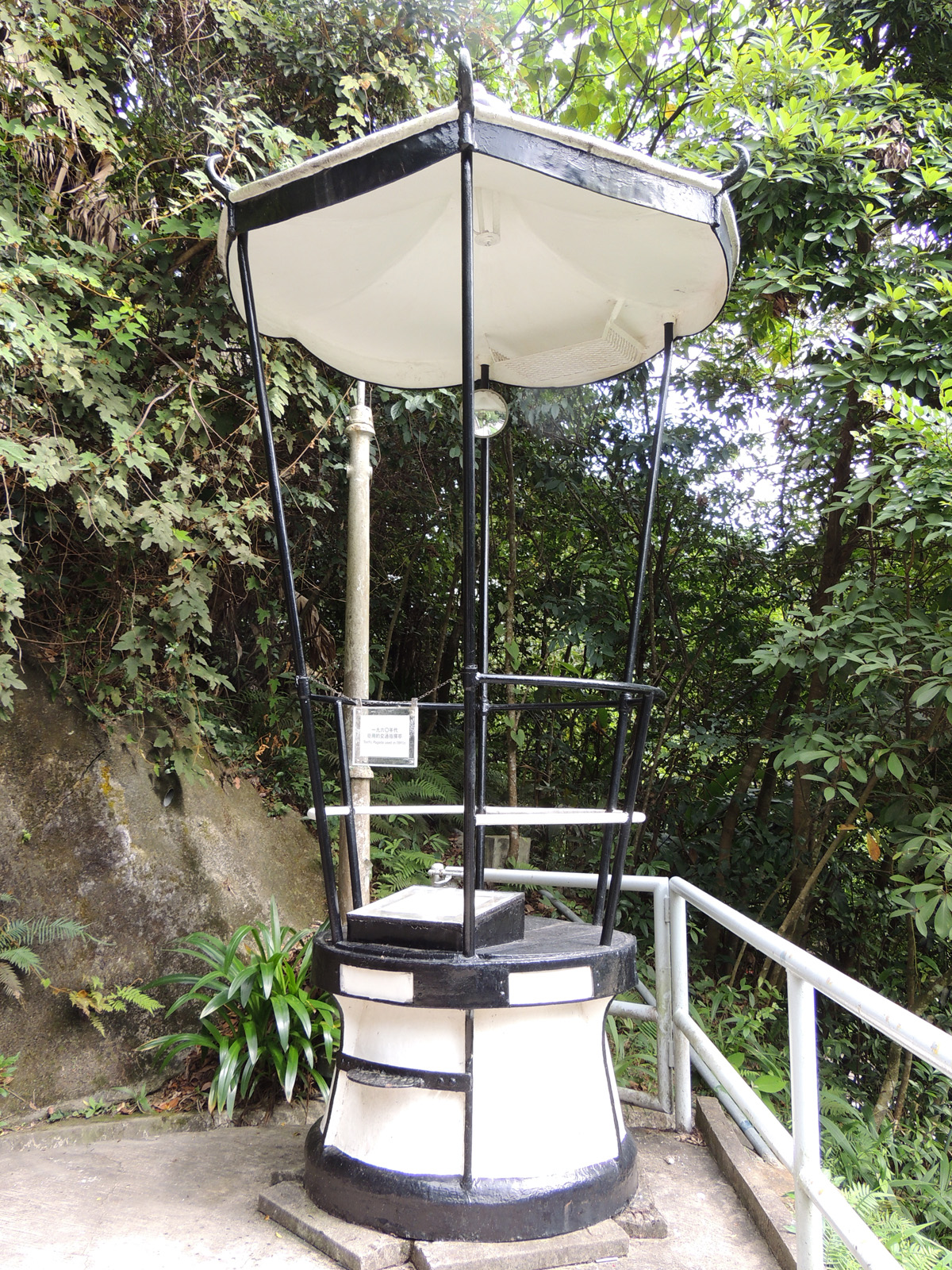
香港一個已停用的交通亭，現藏於警察博物館

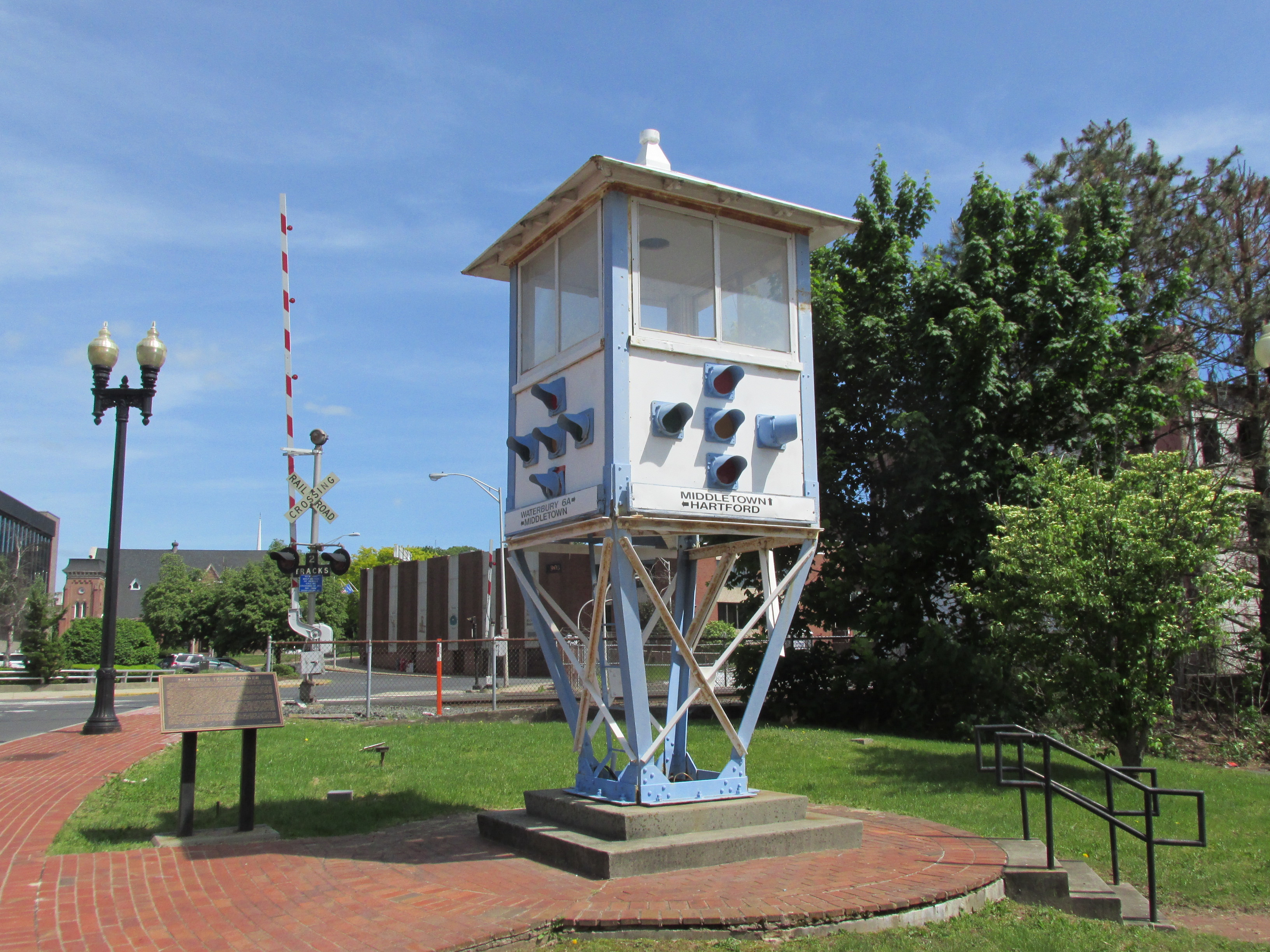
美國一個設有人手操作燈號的交通亭

交通亭，又稱交通指揮亭，是指用作指運道路交通之崗亭。最簡單的交通亭是設計為容納一人站立之開放式更亭，交通警可以站於其內，以手勢指揮交通。有些交通亭為封閉式，有人手操作的燈號。還有些交通亭是用作操作附近數個路口的燈號。
現時不少交通亭已被自動式交通燈取代，但一些較落後的地區依然廣泛使用以手勢指揮交通的交通亭，例如朝鮮民主主義人民共和國。

## 香港的交通亭

### 歷史

#### 交通亭的使用
交通警在1922年首次配備手杖以控制交通。港島地區亦開始設有由手動改變訊號的交通燈，以協助指運，包括般咸道與薄扶林道交界、般咸道與卑利士道交界、堅道近舊半山區警署（俗稱八號差館）、般咸道與堅道交界、亞畢諾道與上亞厘畢道交界及花園道近纜車總站。而交通亭的正式亮相，則在於1953年。

#### 交通燈的使用
香港60年代中，路面開始使用自動操作的交通燈。就干諾道中文華東方酒店對出馬路為例，1965年尚未有交通燈，路面交通仍然依靠交通亭。1966年，交通燈已設立，但尚未運作。至1969年，該位置之交通亭已完全被交通燈取代。

#### 最後的交通亭
在香港，縱使交通燈於1970年代已廣泛用於路面，有不少交通亭仍然在運作，直至80年代初才全面被交通燈替換。以下為部份節錄：
- 禮頓道夾加路連山道，保良局牌坊對開，在80年代初尚存；
- 波斯富街，在60年代末70年代初仍在運作；
- 軒尼詩道夾皇后大道東夾金鐘道，一直保留至1974年金鐘道拉直工程；
- 干諾道中皇后像廣場處；
- 干諾道中夾域多利皇后街統一碼頭巴士出口處；

### 現存之交通亭
- 警察博物館；
- 荃灣新界南交通總部內；
- 黃竹坑警察學院黃河廣場；

## 圖片

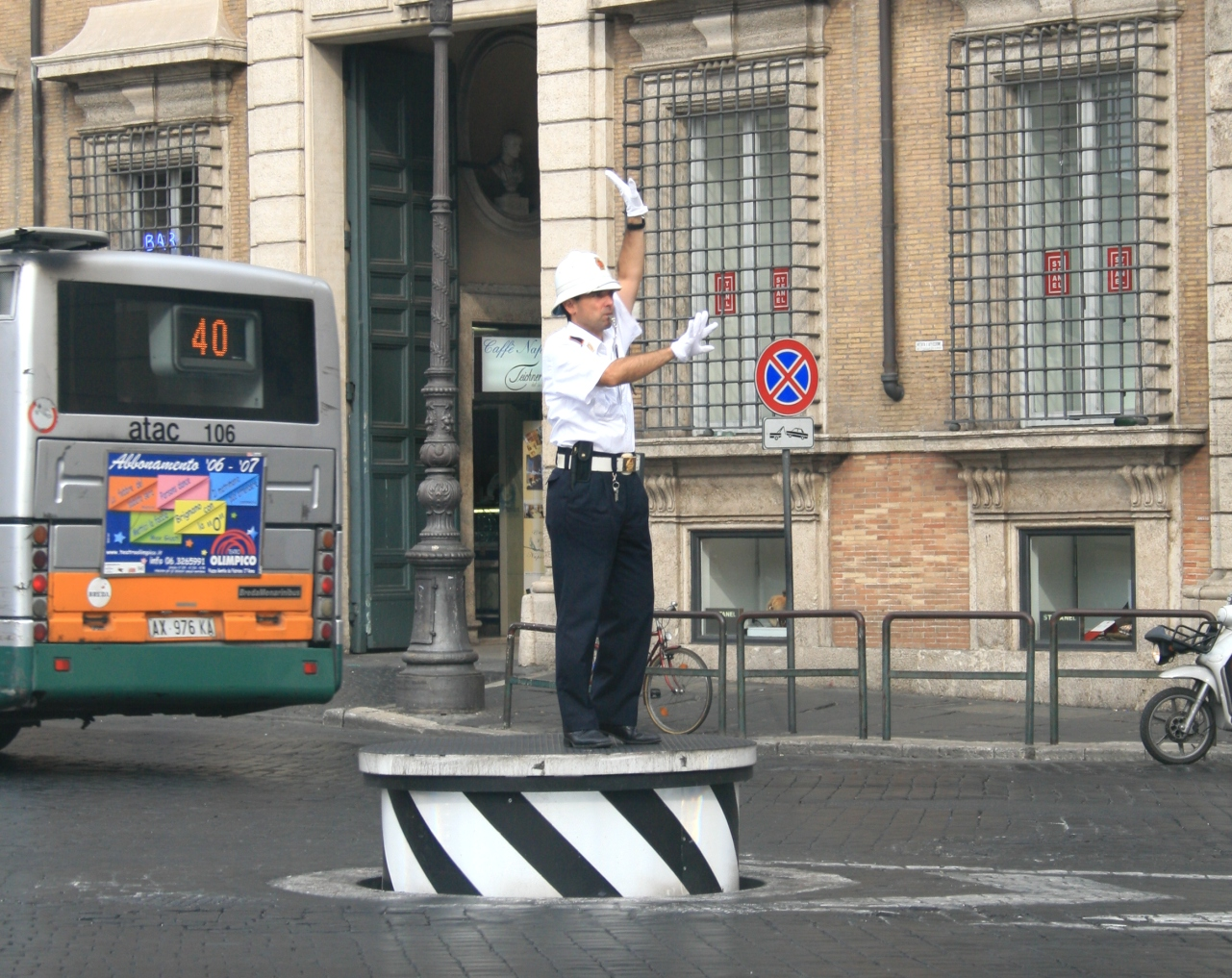
意大利羅馬一個交通警察站在交通亭指揮交通
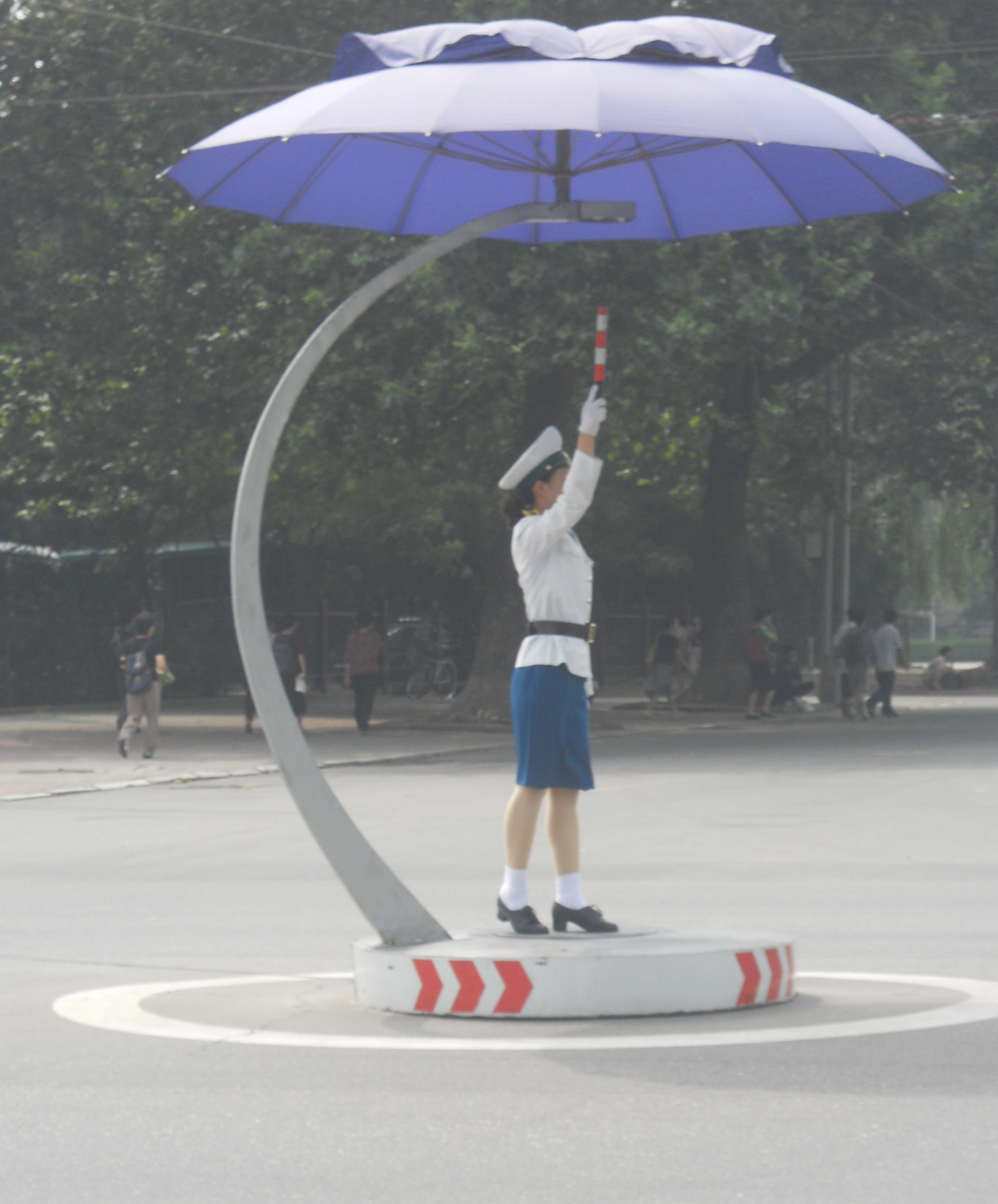
北韓平壤交通女警站在交通亭指揮交通
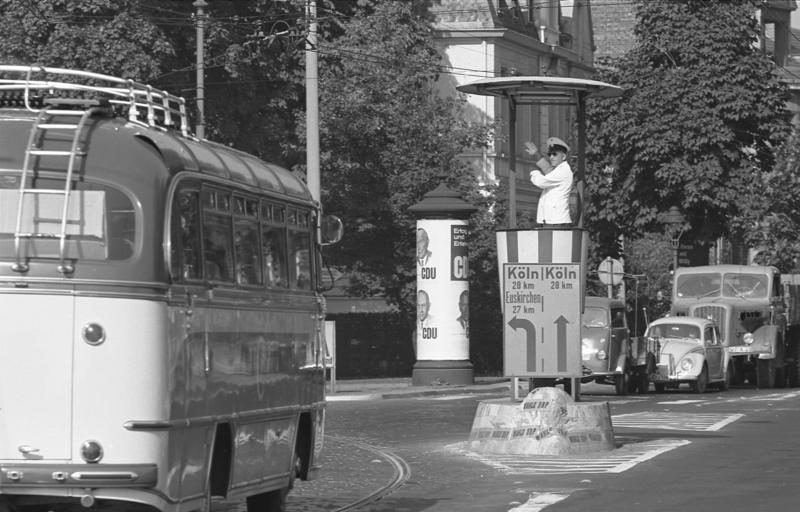
1963年德國波恩的交通警察站在交通亭指揮交通
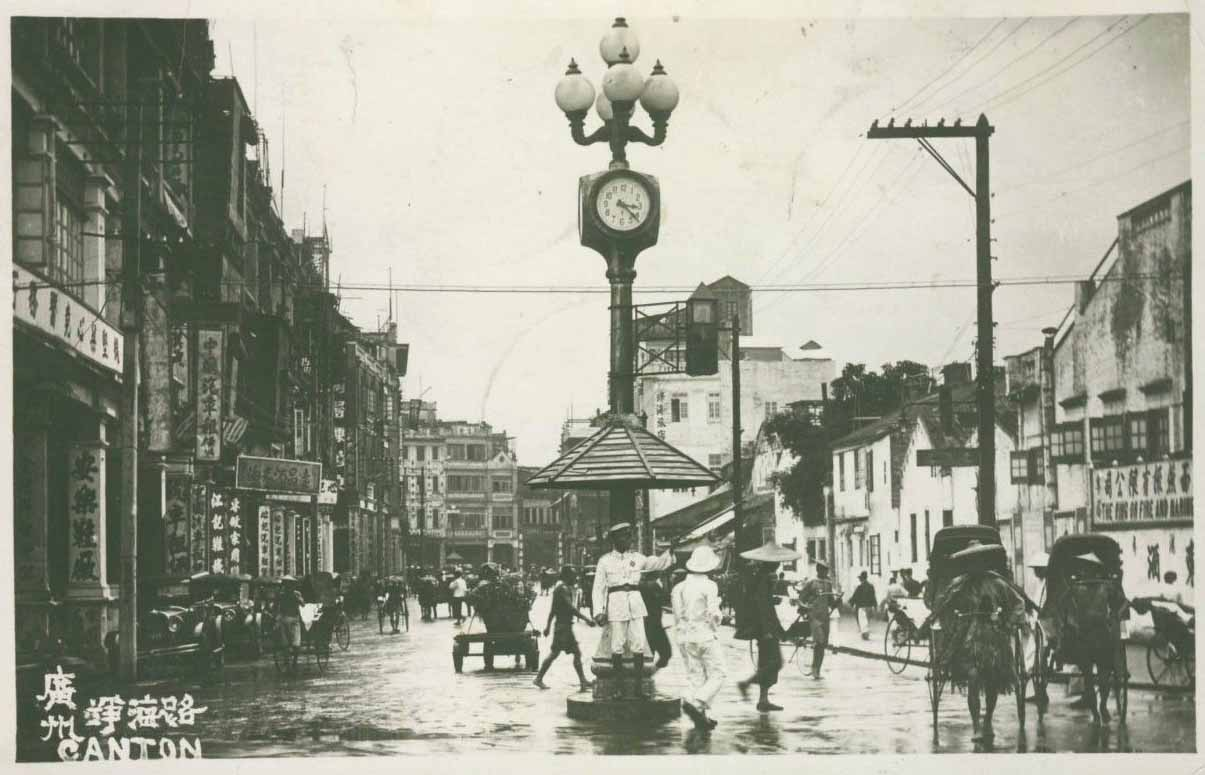
1936年廣州市靖海路的交通警察站在交通亭指揮交通

## 外部連結
- 交通亭與交通警的故事 （页面存档备份，存于）